# Cavallo con maniglie

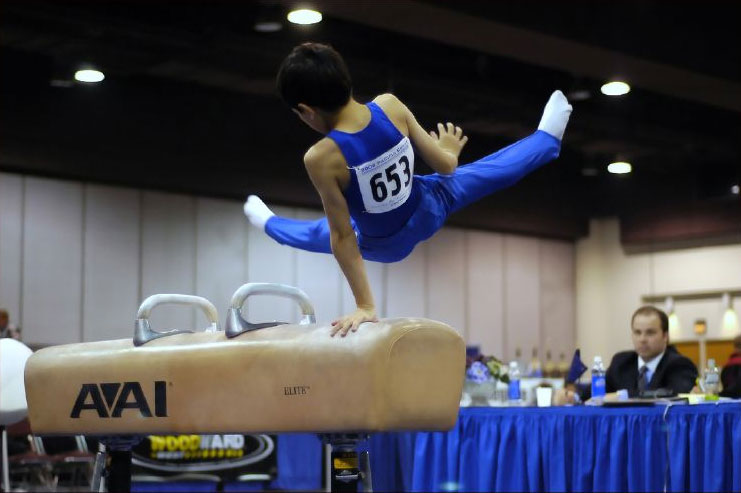
Ginnasta che esegue un esercizio sul cavallo

Il cavallo con maniglie è un attrezzo usato nella ginnastica artistica. È alto 105 cm da terra ed è dotato di maniglie alte 15 cm (generalmente di metallo) montate parallelamente e nella parte superiore dell'attrezzo. In origine era formato da un'armatura in metallo con corpo in legno, ricoperto di pelle. Attualmente l'armatura è in plastica o materiali compositi, il corpo è in plastica, e la copertura in materiale sintetico.

## Dimensioni
Le misure dell'attrezzo sono le seguenti:
- Altezza 115 cm comprese ca. 20 cm del materassino di arrivo.
- Lunghezza 160 cm
- Larghezza 35 cm
- Altezza maniglie 12 cm
- Distanza tra maniglie da 40 cm a 45 cm (regolabili)

Le maniglie sono in legno se il cavallo con maniglie è della Janssen-Fritsen; gli strumenti della Fonti e della AVAI hanno l'attaccatura in acciaio.

## Esercizi
Durante l'esecuzione dell'esercizio, il ginnasta deve tenersi sull'attrezzo con le sole mani; eventuali contatti tra l'attrezzo e i piedi danno luogo a una penalizzazione da parte dei giudici della giuria. Durante l'esecuzione dell'esercizio bisogna toccare tutte le parti del cavallo (le maniglie ed entrambe le groppe)
I movimenti principali dell'attrezzo sono le forbici e i mulinelli (sulle maniglie o sulla groppa).
Gli esercizi si dividono in tre categorie:
- mulinelli (da cui derivano la maggior parte degli elementi)
- lavoro in verticale
- lavoro pendolare

Consistono in rotazioni delle gambe e delle braccia in appoggio sulle diverse parti dell'attrezzo. Durante le rotazioni è fondamentale mantenere la stessa velocità di giro e mantenere invariata la posizione del corpo (il più possibile disteso rispetto all'attrezzo). Sulla base di questo movimento ne nasce un altro, il Thomas, dal nome del suo primo esecutore, Kurt Thomas; che consiste nei mulinelli con le gambe divaricate: